# 博内
博内（法語：Bauné，法語發音：[bone] ⓘ）是法国曼恩-卢瓦尔省的一个旧市镇，属于昂热区。2016年1月1日，博内和相邻的另外6个市镇合并为新市镇卢瓦尔-欧蒂永（Loire-Authion）。

## 地理
博内（47°29'56"N, 0°19'11"W）面积20.99 平方千米，位于法国卢瓦尔河地区大区曼恩-卢瓦尔省，该省份为法国西部内陆省份，大致对应安茹地区，北起顺时针与马耶讷省、萨尔特省、安德尔-卢瓦尔省、维埃纳省、德塞夫勒省、旺代省、大西洋卢瓦尔省和伊勒-维莱讷省接壤。
与博内接壤的市镇（或旧市镇、城区）包括：肖蒙当茹、科尔内、科尔尼耶莱卡沃、科尔泽、博热地区吕埃、萨里涅。

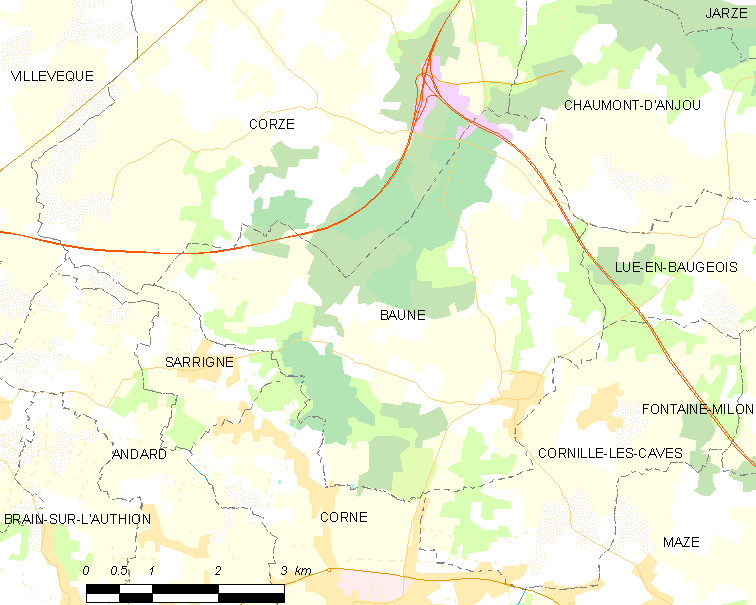
博内的OSM定位图

博内的时区为UTC+01:00、UTC+02:00（夏令时）。

## 行政
博内的邮政编码为49140，INSEE市镇编码为49019。

## 政治
博内所属的省级选区为昂热第七县。

## 人口

1962-2008年间博内人口变化图示

博内于2018年1月1日时的人口数量为1774人。